# イエスの知恵
『イエスの知恵』（イエスのちえ）、『イエス・キリストの知恵』（イエス・キリストのちえ）（英語: The Sophia The Christ（キリストのソファア）; Wisdom of Jesus Christ（イエス・キリストの知恵））は、1945年にエジプト南部に位置するナグ・ハマディ付近で見つかったナグ・ハマディ写本に含まれる文書の一つである。1896年にベルリン博物館が入手した「ベルリン写本」に含まれる『イエス・キリストの知恵』とほぼ同じ内容。復活後のイエス・キリストが弟子たちに語る設定のキリスト教の啓示講話で、哲学諸派を批判し、天上世界について語る。
ナグ・ハマディ写本は3世紀後半ないし4世紀にコプト語で筆写された写本であるが、『イエスの知恵』は他のほとんどのナグ・ハマディ写本と同じくギリシア語の文書からの翻訳で、『イエスの知恵』の翻訳元のギリシア語文書の成立時期については学者によって1世紀末ないし2世紀初頭とする説。あるいは2世紀後半から3世紀の初めとする説がある。
『イエスの知恵』の元になった書簡体の文書『エウグノストス』の写本が二つ現存している。そのうちの一つはキリスト教色のない、グノーシス文書である。